# Hellmuth Benesch
Hellmuth Benesch (* 24. Dezember 1924 in Dux, Tschechoslowakei; † 26. September 2012 in Wackernheim) war ein deutscher Psychologe und Hochschullehrer.

## Leben
Hellmuth Benesch wurde 1924 in der ungefähr gleichverteilt von Tschechen und Deutschen bewohnten Stadt Dux im damals neuen Staat Tschechoslowakei geboren. Da aufgrund des Münchner Abkommens im Oktober 1938 die deutschbesiedelten Grenzgebiete als Reichsgau Sudetenland in das Deutsche Reich eingegliedert worden waren, wurde er nach dem Schulbesuch in die Wehrmacht eingezogen. Im Zweiten Weltkrieg kämpfte Benesch an der Ostfront und wurde 1944 schwer verwundet. Nach Ende des Krieges und der Vertreibung der Deutschen aus der Tschechoslowakei lebte Benesch in der DDR. Er studierte an der Friedrich-Schiller-Universität Jena Psychologie und Philosophie und promovierte im Jahre 1953. Benesch siedelte in die BRD über und habilitierte sich 1968 an der Eberhard Karls Universität Tübingen.
Im Jahre 1972 wurde Hellmuth Benesch Professor für Klinische Psychologie an der Johannes Gutenberg-Universität Mainz. Er lehrte bis zu seiner Emeritierung im Jahre 1990 am Psychologischen Institut und war 1975 und von 1985 bis 1987 Dekan der zugehörigen Fakultät.
Schwerpunkte der Arbeit von Benesch waren neben der Klinischen Psychologie die Psychotherapie, die Motivationspsychologie hinsichtlich elektronischer Spiele und deren Einsatz in der Betreuung.
Weitere Bekanntheit erlangte Benesch mit seinem dtv-Atlas Psychologie, worin im Überblick die gesamte Psychologie vorgestellt und in äußerst prägnanter Form eine mit Zeichnungen illustrierte Einführung in die verschiedensten Themen präsentiert wird. Dieser zweibändige dtv-Psychologie-Atlas wurde vielfach neu aufgelegt und in mehrere Sprachen übersetzt. Hellmuth Benesch ist zudem alleiniger Verfasser des umfangreichen Enzyklopädischen Wörterbuches über Klinische Psychologie und Psychotherapie.

## Publikationen
- Probleme des Rhythmus, Dissertation, Universität Jena, 1953
- Experimentelle Psychologie des Fernsehens, Habilitationsschrift, 1968
- Der Ursprung des Psychischen aus neuronalen Formprinzipien – Neuropsychologische Theorie, Tübinger Studien-Verlag Dr. Koch, 1974
- Manipulation und wie man ihr entkommt, zus. mit Walther Schmandt, Fischer Taschenbuch, 1982
- Der Ursprung des Geistes, Deutscher Taschenbuchverlag, überarb. Ausg., 1984, ISBN 342301542X
- Zwischen Leib und Seele: Grundlagen einer Psychokybernetik, Fischer Taschenbuch, 1988, ISBN 3596241863
- Warum Weltanschauung: Eine psychologische Bestandsaufnahme, Fischer Taschenbuch, 1990, ISBN 3596423317
- Verlust der Tiefe. Eine psychische Dimension im Umbruch, Fischer Taschenbuch, 1991, ISBN 3596104696
- Anwendungsfelder der Psychologie, Beltz Verlag, 1992, ISBN 3621271422
- Automatenspiele. Psychologische Untersuchungen an mechanischen und elektronischen Spielen, Asanger Verlag, 1992, ISBN 3893341994
- dtv-Atlas Psychologie, 1. Band, 8. Auflage, Deutscher Taschenbuchverlag, 2006, ISBN 3423032243
- dtv-Atlas Psychologie, 2. Band, 6. Auflage, Deutscher Taschenbuchverlag, 1997, ISBN 3423032251
- Enzyklopädisches Wörterbuch Klinische Psychologie und Psychotherapie, Beltz Verlag, 1995, ISBN 3621272496